# Phaonia hirtirostris
Phaonia hirtirostris este o specie de muște din genul Phaonia, familia Muscidae. A fost descrisă pentru prima dată de Stein în anul 1907. Conform Catalogue of Life specia Phaonia hirtirostris nu are subspecii cunoscute.